# I cavalieri di Bloodsteel
I cavalieri di Bloodsteel (Knights of Bloodsteel) è una miniserie televisiva in due puntate trasmesse per la prima volta nel 2009.
È una miniserie statunitense e canadese del genere fantastico con Natassia Malthe, Christopher Jacot e Dru Viergever.

## Trama
Nella lontana terra di Mirabilis, il signore della guerra Dragon Eye ha scatenato le sue forze terrificanti per dare la caccia alla fonte di tutto il potere, un metallo di sangue leggendario. Con la libertà in bilico, un gruppo di cavalieri si imbarca in una pericolosa missione per combattere contro gli assassini, i draghi e i soldati di Dragon Eye e per salvare il loro mondo dalle grinfie del male una volta per tutte.

## Produzione
La miniserie, diretta da Philip Spink su una sceneggiatura di Sam Egan, fu prodotta da Reunion Pictures e Dragonsteel Films e girata a Vancouver in California.

## Distribuzione
La miniserie fu trasmessa negli Stati Uniti dal 19 al 20 aprile 2009 con il titolo Knights of Bloodsteel sulla rete televisiva Syfy.
Altre distribuzioni:
- in Canada (Knights of Bloodsteel)
- in Grecia (I hora ton drakon)
- in Francia (La prophétie de l')
- in Italia (I cavalieri di Bloodsteel)